# Andrzeiowskia cardamine
Andrzeiowskia cardamine är en korsblommig växtart som beskrevs av Heinrich Gottlieb Ludwig Reichenbach. Andrzeiowskia cardamine ingår i släktet Andrzeiowskia och familjen korsblommiga växter. Inga underarter finns listade i Catalogue of Life.